# PL 25
PL25 steht für Parseval-Luftschiff 25.
Dieses Eingondel-Militärluftschiff wurde 1914/15 bei der Luftfahrzeug-Gesellschaft in Bitterfeld gefertigt und war das letzte von August von Parseval konstruierte Luftschiff. Gleichzeitig war es eines der größten, wenn nicht sogar das größte Prallluftschiff vor dem Zweiten Weltkrieg überhaupt. Der Erstflug fand am 25. Februar 1915 statt. Die Hülle war tropfenförmig und sehr schlank gefertigt.

## Konstruktion
Der Auftriebskörper hatte eine Länge von 112,3 m und an seiner dicksten Stelle einen Durchmesser von 16,4 m. Das Traggas-Volumen betrug 14.000 Kubikmeter. Das Schiff war mit zwei Maybach-CX-Motoren ausgerüstet, die eine Leistung von je 154 kW (210 PS) auf je eine Luftschraube erbrachten. Sie ermöglichten eine Fahrgeschwindigkeit von ca. 76 km/h (21 m/s).
Zur Abwehr feindlicher Flugzeuge diente unter anderem ein Maschinengewehr-Stand oben auf dem Rücken des mit Wasserstoff gefüllten Auftriebskörpers.

## Einsatz
PL25 war im Dienst der Marine und unternahm insgesamt 10 Testfahrten. Nach 41 Einsätzen als Aufklärer über der Nordsee wurde das Schiff bei weiteren 34 Fahrten von Tondern aus als Schulungsschiff eingesetzt.
Am 29./30. Mai 1915 war es am Vorstoß der Hochseeflotte bis 50 Seemeilen nördlich von Schiermonnikoog beteiligt und am 9. bis 11. August 1915 am Vorstoß in die Rigaer Bucht. Bereits im Herbst 1915 wurden mit dem P IV in Berlin-Biesdorf durch die Firma Siemens-Schuckert Torpedogleiter-Versuche unternommen. Später folgten in Biesdorf Versuche mit dem PL 25, und ab dem 1. Juli 1916 war es als Schulschiff beim Heer in Verwendung.
Vom 25. März 1915 bis zum 3. November 1915 war es in Tondern und vom 4. November 1915 bis 29. März 1916 in Fuhlsbüttel stationiert. Kommandanten von PL25 waren Hauptmann Stelling und Hauptmann Manger.
PL25 wurde am 30. März 1916 außer Dienst gestellt und zur Abwrackung in die Siemens-Halle nach Biesdorf bei Berlin überführt.
Insgesamt unternahm das Schiff 95 Fahrten.